# 有永町
有永町（ありながちょう）は静岡県静岡市葵区にある町名。丁目を持たない単独町名である。住居表示実施済み。

## 地理
葵区の東部に位置し、西に有永、東に北、南に南と隣接している。

## 歴史
- 2018年（平成30年）2月10日 - 有永地区の住居表示実施のため、有永、羽高、北の各一部を分離し有永町を新設[5]。

## 世帯数と人口
2020年（令和2年）10月1日国勢調査時の世帯数と人口は以下のとおりである。
| 町丁   | 世帯数  | 人口  |
| ------ | ------- | ----- |
| 有永町 | 199世帯 | 593人 |

## 小・中学校の学区
市立小・中学校に通う場合、学区は以下のとおりとなる。
| 全域   | 小学校             | 中学校             |
| ------ | ------------------ | ------------------ |
| 有永町 | 静岡市立麻機小学校 | 静岡市立観山中学校 |

## 交通
- 静岡県道74号山脇大谷線

## 施設
- 静岡市立麻機小学校

## その他

### 日本郵便
- 郵便番号 : 420-0969[2]（集配局：静岡中央郵便局[7]）。